# 伽利略陨石坑
伽利略陨石坑（Galilaei）是月球正面位于风暴洋西部的一座小撞击坑。以意大利物理学家、工程师、天文学家、哲学家及数学家伽利略·伽利莱（1564-1642）之名命名，1935被国际天文学联合会正式批准采用。最初，意大利耶稣会士乔瓦尼·巴蒂斯塔·里乔利在他1651年的月面图中将伽利略的名字应用于另一月表地貌特征，现在所称的赖纳尔伽玛。后来，德国天文学家约翰·海因里希·冯·马德勒在1834年-1836年间与威廉·比尔联合发表的月图中将伽利略一名转授于现在的加利略陨石坑。

## 描述
伽利略陨石坑西北毗邻塞琉古环形山、西北偏北是斯基亚帕雷利陨石坑、东面坐落着马利厄斯陨石坑、东南偏东为赖纳尔陨石坑、卡瓦列里环形山则位于它的西南。陨石坑西北偏西蜿蜒着长约89公里的加利略月溪；东南坐落着一处被称为赖纳尔伽玛的高反照率地貌特征。该陨坑中心月面坐标为10°30′N 62°42′W / 10.5°N 62.7°W，直径16公里，深约2.21公里。
伽利略陨石坑外观呈圆状，壁口边缘尖峭且反照率较周边月海更高，内侧壁坡下有碎岩堆积，坑壁平均高度560米；坑内地表平坦，中部略微隆起。该陨坑的形态属于BIO 型（大小与ALC 型类似，但坑底较小，表面平坦，典型直径约12公里，月球上该类代表坑是毕奥陨坑）。
尽管伽利略被公认为是首位用望远镜对月球进行天文观测的人，但他的名字只被赋予了这座并不起眼的撞击坑。

## 卫星陨石坑
按照惯例，最靠近伽利略陨石坑的卫星坑在月图上以字母标注在该坑中心点的旁边。

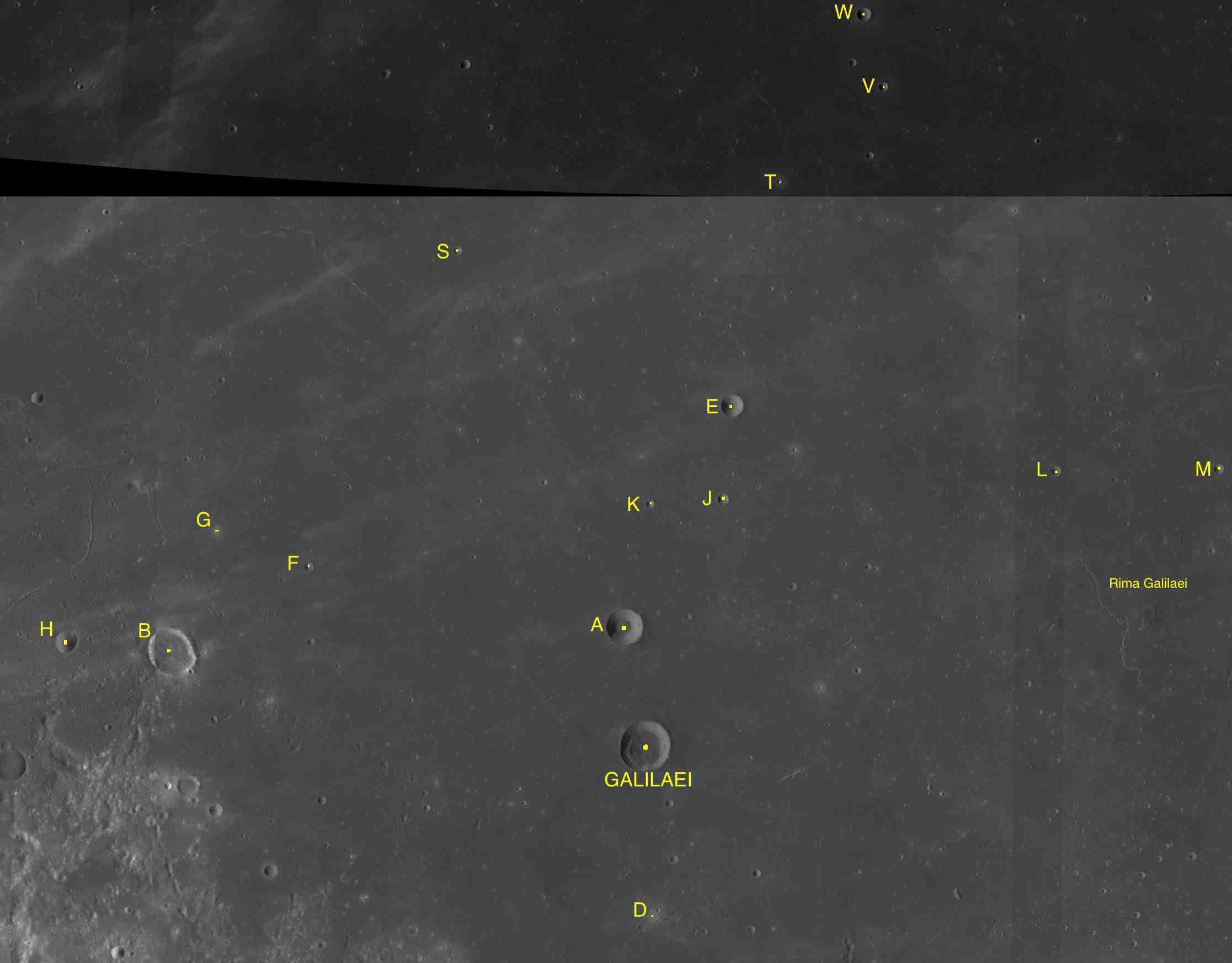
LAC-38、LAC-56拍摄的拼接图.

| 伽利略 | 纬度    | 经度    | 直径    |
| ------ | ------- | ------- | ------- |
| A      | 11.7° N | 62.9° W | 11 公里 |
| B      | 11.4° N | 67.6° W | 15 公里 |
| D      | 8.7° N  | 62.7° W | 1 公里  |
| E      | 14.0° N | 61.8° W | 7 公里  |
| F      | 12.3° N | 66.2° W | 3 公里  |
| G      | 12.7° N | 67.1° W | 1 公里  |
| H      | 11.5° N | 68.7° W | 7 公里  |
| J      | 13.0° N | 61.9° W | 4 公里  |
| K      | 13.0° N | 62.7° W | 3 公里  |
| L      | 13.2° N | 58.5° W | 3 公里  |
| M      | 13.3° N | 56.8° W | 3 公里  |
| S      | 15.4° N | 64.7° W | 2 公里  |
| T      | 16.2° N | 61.4° W | 2 公里  |
| V      | 17.1° N | 60.3° W | 3 公里  |
| W      | 17.8° N | 60.5° W | 4 公里  |

## 飞船着陆点
1966年2月3日苏联无人太空探测器月球9号降落在伽利略陨石坑以南约40公里处，坐标北纬7.13°、西经64.37°。它是首艘实现在月球软着陆的飞船，该区域后来被称为着陆平原。